# Tomoru Honda
Tomoru Honda (Japans: 本多 灯) (Yokohama, 31 december 2001) is een Japanse zwemmer. Hij vertegenwoordigde zijn vaderland op de Olympische Zomerspelen 2020 in Tokio.

## Carrière
Bij zijn internationale debuut, tijdens de Olympische Zomerspelen van 2020 in Tokio, veroverde Honda de zilveren medaille op de 200 meter vlinderslag.

## Internationale toernooien
| Jaar | Olympische Spelen | WK langebaan | WK kortebaan   | PanPacs | Aziatische Spelen |
| ---- | ----------------- | ------------ | -------------- | ------- | ----------------- |
| 2021 | 200m vlinderslag  |              | 13-18 december |         |                   |

## Persoonlijke records
Bijgewerkt tot en met 28 juli 2021
Kortebaan
| Afstand          | Tijd    | Datum           | Plaats    |
| ---------------- | ------- | --------------- | --------- |
| 200m vlinderslag | 1.51,03 | 6 november 2020 | Boedapest |
| 200m wisselslag  | 1.54,73 | 24 oktober 2020 | Boedapest |
| 400m wisselslag  | 4.04,89 | 25 oktober 2020 | Boedapest |

Langebaan
| Afstand          | Tijd    | Datum            | Plaats    |
| ---------------- | ------- | ---------------- | --------- |
| 100m vlinderslag | 52,79   | 21 augustus 2019 | Boedapest |
| 200m vlinderslag | 1.53,73 | 28 juli 2021     | Tokio     |
| 400m wisselslag  | 4.16,98 | 24 augustus 2019 | Boedapest |